# Lars Lysgaard
Lars Lysgaard, född 9 februari 1841 i Fåberg vid Lillehammer, död 25 februari 1905 i Kristiansand, var en norsk ingenjör.
Lysgaard var utbildad i Horten och Karlsruhe och var från 1863 intill sin död nästan oavbrutet knuten till Norges statsbaner (NSB), dels vid byggandet, dels vid undersökningar och drift. Han ledde som överingenjör byggandet av Setesdalsbanen och blev vid öppnandet 1896 dess driftschef. Han var en av förespråkarna för den nuvarande Gjøvikbanen, medan hans planer om en järnvägsförbindelse mellan Øst- och Vestlandet inte förverkligades. Han deltog i stiftandet av Norsk ingeniør- og arkitektforening.